# Мајки Медисон
Микејла Медисон Розберг (енгл. Mikaela Madison Rosberg; Лос Анђелес, 25. март 1999), професионално позната као Мајки Медисон (енгл. Mikey Madison), америчка је глумица. Каријеру је започела глумећи у кратким филмовима и добила је признање за улогу мрзовољне тинејџерке у FX-овој хумористичној серији Боље ствари (2016–2022). Медисонова је затим играла Сузан Аткинс у филму Било једном у Холивуду (2019) Квентина Тарантина и Амбер Фриман у филму Врисак (2022).
Медисонова је стекла шире признање за улогу стриптизете Ани у филму Анора (2024), редитеља Шона Бејкера, освојивши награду награду БАФТА и Оскара за најбољу глумицу.

## Младост и лични живот
Микејла Медисон Розберг је рођена 25. марта 1999. године у Лос Анђелесу. Оба њена родитеља су психолози и има два брата, од којих је један њен близанац, и две сестре. Она је јеврејског порекла. Првих неколико година свог живота живела је у Санта Кларити, пре него што се њена породица преселила у насеље Вудланд Хилс у долини Сан Фернандо у Лос Анђелесу.
Медисонова је у почетку тренирала као јахач коња пре него што је са 14 година прешла на глуму. После седмог разреда школовала се код куће.
Од октобра 2024. Медисонова живи у Лос Анђелесу. Такође је веганка.